# Ed Westwick
Ed Westwick (Hertfordshire, 27. lipnja 1987.) je engleski glumac. Najpoznatiji je po ulozi Chucka Bassa u teen seriji Tračerica.
ed westwick is one of best teen actor whit play of chuck bass in a teen drama gossip girl and whit olay of vincen in white gold 2017